# 1962 no desporto

## Eventos

### Automobilismo
- 20 de maio - Graham Hill vence o GP da Holanda, a sua primeira vitória na Fórmula 1.[1]
- 17 de junho - Jim Clark vence o GP da Bélgica, a primeira vitória na carreira na F-1.[2]
- 29 de dezembro - Graham Hill vence o GP da África do Sul e torna-se campeão mundial de Fórmula 1.[3]

### Futebol
- 2 de maio - O Benfica vence o Real Madrid por 5 a 3, no Estádio Olímpico de Amsterdã, em Amsterdã, sagrando-se bicampeão da Taça dos Clubes Campeões Europeus.
- 30 de maio - Acontece no Chile a VII Copa do Mundo de Futebol.[4]
- 17 de junho - O Brasil vence a Tchecoslováquia por 3 a 1 e sagra-se bicampeão mundial.[5]
- 30 de agosto - O Santos vence o Peñarol por 3 a 0 e torna-se campeão da Libertadores da América no terceiro jogo (jogo de desempate). No primeiro jogo, o Santos venceu por 2 a 1 no Estádio Centenario, no Uruguai, e no segundo jogo na Vila Belmiro, perdeu por 3 a 2.[6][7][8]
- 11 de outubro – O Santos vence o Benfica por 5 a 2 e torna-se campeão intercontinental. No primeiro jogo no Maracanã, o Santos venceu-o por 3 a 2.[9][10][11]
- 25 de outubro - Fundação do Brasília Atlético Clube em São Carlos.
- 5 de dezembro - O Santos vence o São Paulo por 5 a 2 no Pacaembu e torna-se tricampeão paulista com três rodadas de antecedência.[12]
- 9 de dezembro - O Sport venceu o Santa Cruz por 2 a 1 na Ilha do Retiro e torna-se bicampeão pernambucano. No primeiro jogo, ele venceu-o também por 2 a 1 na Ilha do Retino. É o décimo nono título do "Leão da Ilha".[13]
- 15 de dezembro - O Botafogo vence o Flamengo por 3 a 0 no Maracanã, e torna-se bicampeão carioca.[14]

## Nascimentos
| Data            | Nome                        | Profissão                      | Nacionalidade                             | Observações | Ref    |
| --------------- | --------------------------- | ------------------------------ | ----------------------------------------- | ----------- | ------ |
| 12 de janeiro   | Emanuele Pirro              | piloto de automobilismo        | Itália                                    |             |        |
| 25 de janeiro   | Georges Grün                | futebolista                    | Bélgica                                   |             |        |
| 26 de janeiro   | Oscar Ruggeri               | futebolista                    | Argentina                                 |             |        |
| 1 de fevereiro  | Manuel Amoros               | futebolista                    | França                                    |             |        |
| 12 de fevereiro | Nana Ioseliani              | jogadora de xadrez             | Geórgia (atual) · União Soviética         |             |        |
| 13 de Fevereiro | Jacqueline Silva            | voleibolista                   | Brasil                                    |             |        |
| 25 de fevereiro | Birgit Fischer              | canoísta                       | Alemanha                                  |             |        |
| 2 de março      | Gabriele Tarquini           | piloto de automobilismo        | Itália                                    |             |        |
| 3 de março      | Jackie Joyner-Kersee        | atleta, heptatlo               | Estados Unidos                            |             |        |
| 4 de março      | Mirsad Baljić               | futebolista                    | Bósnia e Herzegovina (atual) · Iugoslávia |             |        |
| 6 de março      | Michael Konsel              | futebolista                    | Áustria                                   |             |        |
| 7 de março      | Giba                        | ex-futebolista e técnico       | Brasil                                    | m. 2014     | [ 15 ] |
| 10 de março     | Henrique Crisóstomo         | atleta, fundista               | Portugal                                  |             |        |
| 11 de março     | Magic Paula                 | basquetebolista                | Brasil                                    |             |        |
| 12 de março     | Andreas Köpke               | futebolista                    | Alemanha                                  |             |        |
| 15 de março     | Markus Merk                 | árbitro                        | Alemanha                                  |             |        |
| 18 de março     | Volker Weidler              | piloto de automobilismo        | Alemanha                                  |             |        |
| 30 de março     | Manuel Matias               | atleta, maratonista            | Portugal                                  |             |        |
| 12 de abril     | Carlos Sainz                | piloto de automobilismo        | Espanha                                   |             |        |
| 15 de abril     | Nawal El Moutawakel         | atleta, barreirista            | Marrocos                                  |             |        |
| 19 de abril     | Al Unser, Jr.               | piloto de automobilismo        | Estados Unidos                            |             |        |
| 24 de abril     | Stuart Pearce               | jogador e treinador de futebol | Inglaterra                                |             |        |
| 25 de abril     | Dorival Júnior              | treinador                      | Brasil                                    |             |        |
| 27 de abril     | Seppo Räty                  | atleta, lançador de dardo      | Finlândia                                 |             |        |
| 10 de maio      | John Ngugi                  | atleta, fundista               | Quênia                                    |             |        |
| 19 de maio      | Paulo César Gusmão          | treinador                      | Brasil                                    |             |        |
| 27 de maio      | Marcelino Bernal            | futebolista                    | México                                    |             |        |
| 5 de junho      | Roberto Pruner              | piloto de automobilismo        | Brasil                                    |             |        |
| 7 de junho      | Takuya Kurosawa             | piloto de automobilismo        | Japão                                     |             |        |
| 22 de junho     | Clyde Drexler               | basquetebolista                | Estados Unidos                            |             |        |
| 10 de julho     | Jaime Magalhães             | futebolista                    | Portugal                                  |             |        |
| 11 de julho     | Manuela Mager               | patinadora artística           | Alemanha (atual) · Alemanha Oriental      |             |        |
| 12 de julho     | Julio César Chávez          | pugilista                      | México                                    |             |        |
| 20 de julho     | Giovanna Amati              | piloto de automobilismo        | Itália                                    |             |        |
| 29 de julho     | Oceano da Cruz              | jogador e treinador de futebol | Portugal                                  |             |        |
| 4 de agosto     | Edílson Pereira de Carvalho | árbitro                        | Brasil                                    |             |        |
| 14 de agosto    | Gustavo Alfaro              | treinador de futebol           | Brasil                                    |             |        |
| 25 de agosto    | Māris Bružiks               | atleta, saltador triplo        | Letônia                                   |             |        |
| 29 de agosto    | Jutta Kleinschmidt          | piloto de automobilismo        | Alemanha                                  |             |        |
| 30 de agosto    | François Delecour           | piloto de ralis                | França                                    |             |        |
| 1 de setembro   | Ruud Gullit                 | jogador e treinador de futebol | Países Baixos                             |             |        |
| 1 de setembro   | Tony Cascarino              | futebolista                    | Irlanda · Reino Unido (nasc.)             |             |        |
| 9 de setembro   | Renato Gaúcho               | jogador e treinador de futebol | Brasil                                    |             |        |
| 11 de setembro  | Julio Salinas               | futebolista                    | Espanha                                   |             |        |
| 11 de setembro  | Ricardo Rocha               | jogador e treinador de futebol | Brasil                                    |             |        |
| 29 de setembro  | Maurício Anastácio          | futebolista                    | Brasil                                    |             |        |
| 30 de setembro  | Frank Rijkaard              | jogador e treinador de futebol | Países Baixos                             |             |        |
| 5 de outubro    | Mike Conley                 | atleta, saltador triplo        | Estados Unidos                            |             |        |
| 5 de outubro    | Michael Andretti            | automobilista                  | Estados Unidos                            |             |        |
| 9 de outubro    | Jorge Burruchaga            | jogador e treinador de futebol | Argentina                                 |             |        |
| 19 de outubro   | Evander Holyfield           | pugilista                      | Estados Unidos                            |             |        |
| 22 de outubro   | Oleg Makarov                | patinador artístico            | Rússia (atual) · União Soviética          |             |        |
| 23 de outubro   | Stefano Colantuono          | treinador de futebol           | Itália                                    |             |        |
| 29 de outubro   | Erik Thorstvedt             | futebolista                    | Noruega                                   |             |        |
| 1 de novembro   | Ulf Timmermann              | atleta, lançador de peso       | Alemanha (atual) · Alemanha Oriental      |             |        |
| 30 de novembro  | Aleksandr Borodyuk          | futebolista                    | Rússia                                    |             |        |
| 5 de dezembro   | Samart Payakaroon           | artes marciais mistas          | Tailândia                                 |             |        |
| 11 de dezembro  | Denise Biellmann            | patinadora artística           | Suíça                                     |             |        |
| 12 de dezembro  | Arturo Barrios              | atleta, fundista               | México                                    |             |        |
| 23 de dezembro  | Bertrand Gachot             | piloto de automobilismo        | Bélgica · Luxemburgo (nac.)               |             |        |
| 28 de dezembro  | Abdi Bile                   | atleta, meio-fundista          | Somália                                   |             |        |
| 29 de dezembro  | Wynton Rufer                | futebolista                    | Nova Zelândia                             |             |        |
| 30 de dezembro  | Donato Gama                 | futebolista                    | Espanha · Brasil (nasc.)                  |             |        |

## Mortes
| Data           | Nome         | Profissão           | Nacionalidade | Observações | Ref |
| -------------- | ------------ | ------------------- | ------------- | ----------- | --- |
| 5 de janeiro   | Per Thorén   | patinador artístico | Suécia        | n. 1885     |     |
| 21 de dezembro | Gary Hocking | motociclista        | Rodésia       | n. 1937     |     |